# 걸스카우트

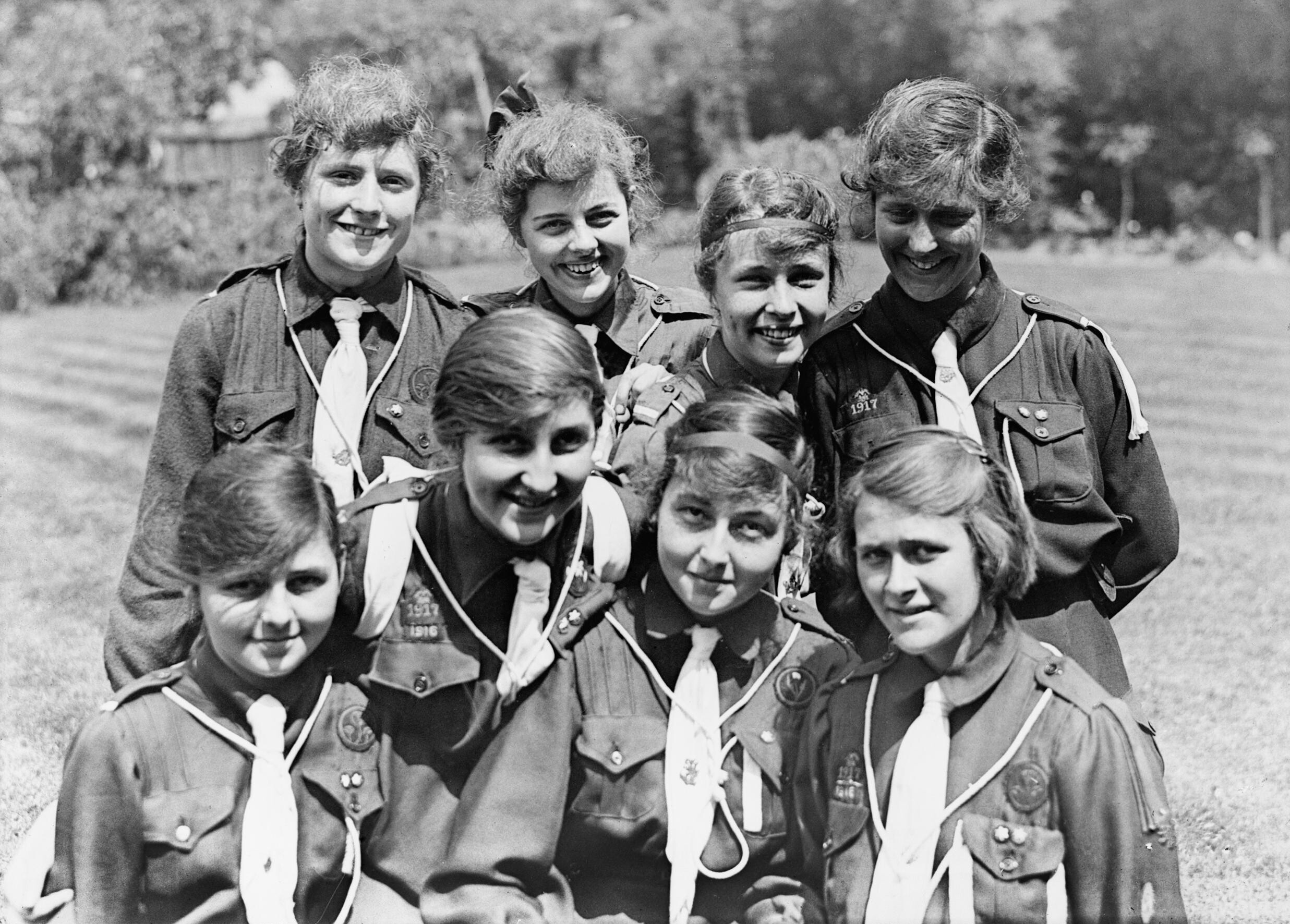
1918년 영국에서의 걸스카우트

걸스카우트(Girl Scouts) 또는 걸가이드(Girl Guides)는 소녀들의 수련 단체이다. 전 세계에 퍼져 있는 소녀들의 수양, 교육단체. 재미있는 활동을 통해 소녀들이 올바르게 자라도록 돕는다. 현재 118개국에 약 800만 명의 단원이 있다.
베이든 포웰 경이 1908년 보이스카우트를 만든 데 이어 1910년 이 단체를 만들 때는 걸 가이드(Girl Guides)라 하였으나, 이것이 1912년 미국으로 건너가서 걸 스카우트로 바뀌어 전파되었고, 현재는 두 단어 모두 사용되고 있다. 1928년 세계연맹이 창설되었다. 1946년 한국에서도 걸 스카우트가 조직되었다.

## 같이 보기
- 스카우트 운동(스카우팅)
- 보이스카우트
- 한국 걸스카우트 연맹
- 잼버리

## 참조
- 이 문서에는 다음커뮤니케이션(현 카카오)에서 GFDL 또는 CC-SA 라이선스로 배포한 글로벌 세계대백과사전의 내용을 기초로 작성된 글이 포함되어 있습니다.